# Frank Lupo
Pour les articles homonymes, voir Lupo.
Frank Lupo, né le 11 janvier 1955 à New York et mort le 18 février 2021 à Lady Lake (Floride),  est un scénariste et producteur de télévision américain.

## Séries télévisées
- 1983-1987 : L'Agence tous risques (98 épisodes)
- 1984 : Rick Hunter (151 épisodes)
- 1984-1986 : Riptide (56 épisodes)
- 1986 : The Last Precinct (8 épisodes)
- 1987-1988 : La Malédiction du loup-garou (29 épisodes)
- 1987-1990 : Un flic dans la mafia (74 épisodes)
- 1988-1989 : Le Monstre évadé de l'espace (10 épisodes)
- 1989-1990 : Duo d'enfer (18 épisodes)
- 1992-1993 : Raven (20 épisodes)
- 1993 : Walker Texas Ranger